# Imiquimod
Imiquimod (INN) este un medicament care se eliberează pe baza de prescripție medicală și face parte din clasa substanțelor care modifică răspunsul imun.Este comercializat de  MEDA AB, Graceway Pharmaceuticals and iNova Pharmaceuticals  sub numele e Aldara Arhivat în 5 martie 2016, la Wayback Machine., Mochida sub numele de  Beselna și Zyclara (Graceway).

## Istoric
Aprobarea de comercializare a imiquimod-ului a fost făcuta de către FDA în februarie 1997(FDA Application No. (NDA) 020723, by 3M). Imiquimod este uitlizat în tratamentul keratozei actinice, carcinomului superficial a celulelor bazale precum și pentru tratamentul negilor genitali.S-au semnalat efecte adverse,mai ales la  nivel sistemic destul de grave, ceea ce a condus la anumite revizuiri ale APP.